# Leucotina exarata
Leucotina exarata is een slakkensoort uit de familie van de Amathinidae. De wetenschappelijke naam van de soort is voor het eerst geldig gepubliceerd in 1860 door A. Adams.